# 湖南工学院
湖南工学院（英語: Hunan Institute of Technology）は、中国湖南省衡陽市珠暉区に本部を置く中国の公立大学。1975年創立、2007年大学設置。

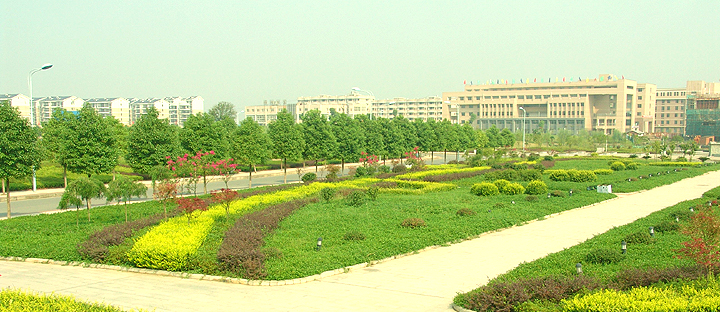
湖南工学院

2019年12月時点では、学校の面積は1358畝、建築面積は56.89万平方メートル、生徒数約18,716人、教職員1,191人。

## 略歴
湖南工学院の起源は、湖南省人民政府が設立した湖南大学衡陽分校。2007年、湖南建材高等専科学校と湖南大学衡陽分校が合併し「湖南工学院」設立。

## 基礎データ
- 所在地
  - 衡陽市珠暉区

- 校訓
  - 「勤学、務實、圓融、卓越」

## 組織
「学院」も「系」も日本の大学の学部にほぼ相当する。「学部」は「学院」と「系」の上の編成で、実体はなく、日本の「学部」とは位置付けが異なっている。妙訳がないのでそのまま記す。
- 安全·環境工程学院
- 材料·化学工程学院
- 電気·信息工程学院
- 機械工程学院
- 計算機·信息科学学院
- 建築工程·芸術設計学院
- 経済·管理学院
- 外国語学院
- 数理教学部
- 体育教学部
- 思想政治理論課教学部
- 継續教育学院

## 附属機関

### 附属図書館
湖南工学院図書館、蔵書数は全館合計で約110余万冊

## 大学の人物一覧

### 教授
- 学長：張力
- 党委書記：謝国保

### 卒業生
- 王勇：中国科学院研究員
- 唐林卡：中国運載火箭技術研究所研究員
- 鄒偉生：湖南大学教授
- 潘向東：湖南大学専家

## 対外関係
- アメリカ合衆国
  - en:Northern Arizona University
  - en:Carson–Newman University
- 日本
  - 星城大学[2]
- 韓国
  - 亜洲大学
- アイルランド
  - en:Waterford Institute of Technology
- イギリス
  - サンダーランド大学
  - en:Birmingham City University
- マレーシア
  - マラヤ大学
- オーストラリア
  - サンシャインコースト大学
- 台湾
  - 中華大学